# Каунс
Каунс (нім. Kauns) — громада округу Ландек у землі Тіроль, Австрія.
Каунс лежить на висоті 1050 м над рівнем моря і займає площу 8,23 км². Громада налічує 472 мешканців.
Густота населення 57/км². Поряд розміщено замок Бернек.
|                                |
| Каунс на мапі округу та землі. |

 Адреса управління громади: Hnr. 107, 6522 Kauns.